# Turijaśarira
Turijaśarira - ciało subtelne w hinduizmie, jedna z powłok istoty ludzkiej. Bywa nazywane ciałem ponadprzyczynowym i ciałem stanu transcendentalnego.
Turijaśarira w doktrynie kaszmirskiego filozofa Abhinawagupty, występuje jako piąte ciało subtelne  w agregacie zawierającym pięć ciał, autor jednak zgodnie z filozofią indyjską wiąże je z poziomem doświadczania stanu turija i przypisuje mu jaźń o nazwie paramatman.